# Dokonon (groupe)
Dokonon est un groupe de musique carnavalesque français. Créé en 1998, en Île-de-France, il a pour objectif de faire découvrir les traditions musicales du carnaval guyanais en France métropolitaine.

## Étymologie
Le nom du groupe est inspiré d’un dessert traditionnel de Guyane, appelé les Dokonons.